# Суфијан Ел Бакали
Суфијан Ел Бакали (арап. سفيان البقالي; Фес, 7. јануар 1996.) је марокански атлетичар, тркач на средње стазе који је специјализован за трку на 3.000 метара са стипл. Он је двоструки олимпијски шампион са Олимпијских игара: у Токију 2020. и Паризу 2024. На Светском првенству у атлетици освојио је узастопне златне медаље 2022. и 2023. године. Ел Бакали је такође био шампион Дијамантске лиге 2022.

## Каријера
Са 18 година, Суфијан Ел Бакали је био четврти на 3.000 м стипл на Светском јуниорском првенству 2014. године, а затим је дебитовао за сениоре на Афричком првенству 2014. године, заузевши десето место у истој дисциплини. Такође се такмичио у трчању у кросу и био је 18. као јуниор на Светском првенству у кросу 2015.
На Олимпијским играма у Рију, Ел Бакали је истрчао лични рекорд од 8:14,35 минута и завршио четврти у финалу трке на 3.000 метара стипл.
Освојио је сребрну медаљу на Светском првенству 2017. одржаном у Лондону у времену 8:14,49 иза Консесуса Кипрута који је трчао 8:14,12. Две године касније, на Светском првенству у Дохи, Ел Бакали је освојио бронзу са резултатом 8:03,76 иза Кипрута (8:01,35) и Ламеше Гирме (8:01,36).
3. септембра 2020. победио је у трци на 1500 метара на 14. Међународном атлетском митингу у Марсеју у Француској.
На Олимпијским играма у Токију 2020. освојио је златну медаљу са временом 8:08,90, испред Гирме (8:10,38) и Бенџамина Кигена (8:11,45). Тако је постао први спортиста који није рођен у Кенији који је освојио олимпијску титулу у трци на 3.000 метара стипл још од Пољака Бронислава Малиновског на Олимпијади 1980. у Москви и први освајач златне медаље на Олимпијским играма или Светском првенству од 1987. године.
18. јула 2022. на Светском првенству одржаном у Јуџину, Ел Бакали је освојио златну медаљу на 3.000 м стипл са временом 8:25,13 испред Ламеше Гирме (8:26,01) и Консесуса Кипрута (8:27,92). У септембру, на финалу Дијамантске лиге у Цириху, освојио је свој први Дијамантски трофеј. Само три дана касније, сезону је завршио Рекордом Африке у трци на 2.000 м с препрекама, истрчавши 5:14,06 на Ханжековићевом меморијалу у Загребу. Овим резултатом, Ел Бакали је скочио на треће место на светској ранг листи најбољих свих времена у трчању на 2.000 метара стипл.
Ел Бакали је истрчао најбрже време сезоне на свету од 7:58,28 у Рабату на митингу Дијамантске лиге. У новембру је ушао у ужи избор за награду за најбољег атлетичара године у светској атлетици.
Ел Бакали је 22. августа 2023. освојио златну медаљу у трци на 3.000 м стипл на Светском првенству 2023. са временом 8:03,53.
7. августа 2024. на Олимпијским играма у Паризу, Ел Бакали је одбранио олимпијску титулу у трци на 3.000 м стипл, победивши у времену 8:06,05.

## Лични живот
Ел Бакали је 14. септембра 2023. дао крв за сиромашне погођене земљотресом у Маракешу и Сафију 2023. године.

## Достигнућа

### Међународна такмичења
| Година | Такмичење                    | Место                        | Позиција | Дисциплина    | Резултат | Белешка |
| ------ | ---------------------------- | ---------------------------- | -------- | ------------- | -------- | ------- |
| 2014   | Светско првенство за јуниоре | Јуџин, САД                   | 4.       | 3.000 м стипл | 8:34.98  |         |
| 2014   | Афричко првенство            | Маракеш, Мароко              | 10.      | 3.000 м стипл | 8:59.66  |         |
| 2016   | Олимпијске игре              | Рио де Жанеиро, Бразил       | 4.       | 3.000 м стипл | 8:14.35  |         |
| 2017   | Светско првенство            | Лондон, Уједињено Краљевство | 2.       | 3.000 м стипл | 8:14.49  |         |
| 2018   | Медитеранске игре            | Тарагона, Шпанија            | 1.       | 3.000 м стипл | 8:20.97  |         |
| 2018   | Афричко првенство            | Асаба, Нигерија              | 2.       | 3.000 м стипл | 8:28.01  |         |
| 2019   | Афричке игре                 | Рабат, Мароко                | 3.       | 3.000 м стипл | 8:19.45  |         |
| 2019   | Светско првенство            | Доха, Катар                  | 3.       | 3.000 м стипл | 8:03.76  |         |
| 2021   | Олимпијске игре              | Токио, Јапан                 | –        | 1500 м        | Одустао  |         |
| 2021   | Олимпијске игре              | Токио, Јапан                 | 1.       | 3.000 м стипл | 8:08.90  |         |
| 2022   | Светско првенство            | Јуџин, САД                   | 1.       | 3.000 м стипл | 8:25.13  |         |
| 2023   | Светско првенство            | Будимпешта, Мађарска         | 1.       | 3.000 м стипл | 8:03.53  |         |
| 2024   | Олимпијске игре              | Париз, Француска             | 1.       | 3.000 м стипл | 8:06.05  |         |

### Лични рекорди
- 1.500 метара – 3:31,95 (Доха 2021)
- 2000 метара у дворани – 5:00,55 (Лијевен 2019)
- 3.000 метара – 7:33,87 (Доха 2023)
  - 3000 метара у дворани – 7:41,88 (Лијевен 2018)
- 5.000 метара – 13:47,76 (Рабат 2014)
  - 5000 метара у дворани – 13:10,60 (Бирмингем 2017)
- 2.000 метара стипл – 5:14,06 (Загреб 2022)  Рекорд Африке
- 3.000 метара стипл – 7:56,68 (Рабат 2023) најбрже време на свету у последњих 11 година, 8. свих времена

## Награде
- Конфедерација Афричке атлетике: Најбољи атлетичар године (2022).[15][16]
- Командант Реда престола (2024).[17]